# بوابة إبليس (فلم)
بوابة إبليس فيلم سينمائي عام 1993 من بطولة مديحة كامل، محمود حميدة، هشام عبد الحميد وحسن الأسمر وميمي جمال وعايدة عبد العزيز وصفاء السبع؛ ومن إخراج عادل الأعصر وأسامة فريد وتأليف محمد الباسوسي. عُد آخر أفلام مديحة كامل.

## قصة الفيلم
قدمت مديحة كامل دور هبة، موظفة في أحد البنوك، التي تنجح في كشف محاولة لترويج الدولارات المزيفة، وتعيش مع زوجها هشام عبد الحميد، المتزوج سرًا من سيدة أعمال، ميمي جمال، تشترك في عصابة لترويج الدولارات المزيفة لحساب بعض المسؤولين. وتعثر هبة على مستندات تدين زوجها، فتقوم بإبلاغ الشرطة حول الأمر. ويتم تلفيق قضية لها تدخل على أثرها السجن وتنتزع منها طفلتها، يخبرها زوجها بعد فترة أن طفلتها ماتت، وتقرر الانتقام منه عقب تعاونها مع تاجرة سلاح قابلها في السجن وهي عايدة عبد العزيز.
تطورت الأحداث وقرر أعوان عايدة عبد العزيز تهريب كليهما من السجن، والذهاب للعيش في الجبل. وكان من بين أحد الأعوان، محمود حميدة، الذي يتعاطف معها ويساعدها على الانتقام. وتقرر أن تخطف طفلة زوجها من زوجته الثانية، وهي ابنتها في الحقيقة، حيث تعاملها بقسوة. وتسوء حالة هبة الصحية وتموت. ويتلقى الشخص الذي ساعد هبة الطفلة ويتعهد زوج هبة له بأنه سيعترف بكل شيء لقاء سلامة الطفلة التي هي ابنة هبة ولكن سرعان ما يقتل من شخص مجهول.

## مشاكل لاحقت التصوير
أثناء تصوير الفيلم، قررت مديحة كامل الاعتزال وارتداء الحجاب عام 1992. وهو الأمر الذي أدى إلى ما حدوث مشاكل بينها وبين المنتج، حيث كان يتبقى لها عددًا محدودًا من المشاهد؛ حيث رفضت استكمال مشاهد اليومين المتبقين في تصوير الفيلم، ما دفع فريق العمل للاستعانة بدوبليرة لاستكماله وخروجه للنور حيث حقق نجاحًا كبيرًا لدى عرضه. وأدى ذلك التغير إلى تعديل نهاية الفيلم الحقيقية، حيث أنه كان من المفترض أن تعرف البطلة حقيقة الطفلة وأن تسترد حقها أمام القضاء؛ إلا أن المخرج اضطر تغيير النهاية بوفاة البطلة في مشهد مأسوي ودون معرفة الحقيقة.

## روابط خارجية
- مقالات تستعمل روابط فنية بلا صلة مع ويكي بيانات